# 용인백현고등학교
용인백현고등학교(龍仁栢峴高等學校)는 대한민국 경기도 용인시 기흥구 동백동에 있는 공립 고등학교이다.

## 학교 연혁
- 2005년 12월 26일 : 용인백현고등학교 설립인가(3년제 24학급)
- 2006년 3월 1일 : 용인백현고등학교 개교
- 2006년 3월 1일 : 초대 이상교 교장 취임
- 2006년 3월 2일 : 제1회 222명 입학(7학급)
- 2009년 2월 11일 : 제1회 263명 졸업
- 2013년 3월 1일 : 특수학급 신설
- 2023년 3월 1일 : 제8대 이종윤 교장 취임
- 2023년 12월 22일 : 제16회 258명 졸업
- 2024년 3월 4일 : 제19회 287명 입학 (9학급)

## 참고 자료
- 용인백현고등학교 - 한국교육학술정보원 학교알리미